# Karl Ludwig Harding
Karl Ludwig Harding (29. září 1765 Lauenburg – 31. srpna 1834 Göttingen) byl německý astronom.

## Život
Vystudoval teologii, fyziku a matematiku na univerzitě v Göttingenu (1786–89). Roku 1796 se stal soukromým učitelem syna astronoma Johanna Hieronyma Schrötera. Ten Hardingovi později nabídl místo ve své observatoři v Lilienthalu. V roce 1804 zde objevil planetku Juno, třetí objekt hlavního pásu asteroidů. Šlo o třetí objevenou planetku vůbec. Do poloviny 19. století byla dokonce považována za planetu. V roce 1804 byl Harding rovněž jmenován profesorem na univerzitě v Göttingenu a opustil Lilienthal. V roce 1824 objevil planetární mlhovinu Helix (NGC 7293 či též Caldwell 63), jež se nachází v souhvězdí Vodnáře. Objevil též tři komety. Měsíční kráter Harding je pojmenován na jeho počest.